# Magalenha
«Magalenha» es una canción compuesta por el músico brasileño Carlinhos Brown y grabada por primera vez por el músico brasileño Sérgio Mendes con la participación de Brown para el álbum de estudio, Brasileiro de 1992, siendo la segunda pista del álbum. Fue lanzado como sencillo en el mismo año, siendo relanzada varias veces a lo largo de los años.  La canción fue bien recibida por la crítica, dando destaque a los percusionistas baianos que abundan la grabación. Fue regrabada por Brown en su álbum Mixturada Brasileña, de 2012. Mendes y Brown grabaron un videoclip de «Magalenha». El sencillo forma parte de la banda sonora de la película Baila conmigo, película estadounidense lanzada en 1998.
Sérgio Mendes incluyó la canción en otros álbumes de su discografía, como Oceano (1996), Bom Tempo (2010) y Celebration: A Musical Journey (2011). En 2011, la cantante brasileña Claudia Leitte grabó la canción y la lanzó como sencillo promocional de su tercer álbum, Negalora: Íntimo, lanzado en 2012. La versión de Leitte contiene participación de Mendes en el piano y en el vocal. El 13 de diciembre de 2011, ambos grabaron nuevamente la canción, esta vez en versión en vivo para el mismo álbum.

## Lista de canciones
| Sencillo de 7" (España) |             |          |  |
| N.º                     | Título      | Duración |  |
| 1.                      | «Magalenha» | 3:37     |  |
| 2.                      | «Magalenha» | 3:37     |  |

| Sencillo de 12" (Japón) |                                              |          |  |
| N.º                     | Título                                       | Duración |  |
| 1.                      | «Magalenha» (Moto Blanco Main Remix)         | 7:43     |  |
| 2.                      | «Magalenha» (Moto Blanco Dub Remix)          | 7:44     |  |
| 3.                      | «Magalenha» (versión del álbum)              | 3:56     |  |
| 4.                      | «Emorio» (Paul Oakenfold Club Mix)           | 4:58     |  |
| 5.                      | «Maracatu Atómico» (Paul Oakenfold Club Mix) | 5:09     |  |

| Sencillo de 12" (Reino Unido) |                                      |          |  |
| N.º                           | Título                               | Duración |  |
| 1.                            | «Magalenha» (Moto Blanco Main Remix) | 7:43     |  |
| 2.                            | «Magalenha» (Moto Blanco Dub Remix)  | 7:44     |  |
| 3.                            | «Magalenha» (Moto Blanco Radio Edit) |          |  |

| Sencillo en CD - Bellini & Mendonça Do Rio remixes |                                |          |  |
| N.º                                                | Título                         | Duración |  |
| 1.                                                 | «Magalenha» (Radio Mix)        | 3:16     |  |
| 2.                                                 | «Magalenha» (Extended Mix)     | 6:04     |  |
| 3.                                                 | «Magalenha» (Bongoloverz Mix)  | 7:53     |  |
| 4.                                                 | «Magalenha» (edición original) | 3:35     |  |

| Descarga digital EP - Mendonça Do Rio remixes |                                               |          |  |
| N.º                                           | Título                                        | Duración |  |
| 1.                                            | «Magalenha 2012» (Tiko's Groove Radio Edit)   | 3:16     |  |
| 2.                                            | «Magalenha 2012» (Tiko's Groove Extended Mix) | 5:38     |  |
| 3.                                            | «Magalenha 2012» (Joe K Radio Edit)           | 3:34     |  |
| 4.                                            | «Magalenha 2012» (Joe K Extended Mix)         | 6:25     |  |

## Listas

### Listas semanales
| Lista (2004)          | Posición más alta |
| --------------------- | ----------------- |
| España (Spain Top 20) | 14                |

## Versión de Claudia Leitte
La cantante brasileña Claudia Leitte grabó «Magalenha» con la participación de Sérgio Mendes en el piano y en el vocal de la canción. La versión de Leitte contiene instrumental de la canción «Na Baixa do Sapateiro» de Ary Barroso y una citación del poema «Negalora» de João Nabuco. La canción fue lanzada el 1 de junio de 2012 junto con un videoclip dirigido por Flávia Moraes. Está presente en el tercer álbum de la cantante, titulado Negalora: Íntimo. La canción fue producida por Sérgio Mendes. La versión de Leitte recibió críticas positivas en general, siendo definida como un número vibrante.

### Grabación
La grabación de la canción en la versión de estudio tuvo lugar el 8 de agosto de 2011 en Henson Recording Studios en Los Ángeles, Estados Unidos. Claudia Leitte y Sérgio Mendes grabaron la canción juntos en la sala de grabación. Leitte se quedó en el vocal mientras Mendes se quedó en el piano y en lo vocal.
La versión en vivo de «Magalenha» fue extraída de la grabación del tercer álbum de Claudia Leitte, Negalora: Íntimo, grabado el 13 de diciembre de 2011 en el Teatro Castro Alves en Salvador, Bahia. Durante la grabación, fue necesario presentar la canción dos veces, debido a errores técnicos ocurridos en el escenario durante la primera presentación. La versión en vivo contiene arreglos diferentes de la versión en estudio. En la versión en estudio Sérgio cita el poema «Negalora», en la versión en vivo Claudia lo cita junto a él.

### Presentaciones en vivo
La canción fue incluida en los repertorios de las giras Corazón Tour y Barzin da Negalora. Leitte presentó la canción durante su participación en el Encontro com Fátima Bernardes el 22 de marzo de 2013. Leitte también presentó «Magalenha» en el programa Altas Horas el 16 de enero de 2016. El 13 de octubre de 2016, Leitte presentó la canción, esta vez con nuevos arreglos, en el segundo episodio de la quinta temporada de The Voice Brasil. La actuación fue elogiada por los críticos y por los cantantes Carlinhos Brown y Daniela Mercury.

### Vídeo musical
El videoclip fue dirigido por Flávia Moraes, con producción de Planet L.A. y con edición y efectos de Ciro Bueno y ADH Cine Video. Las escenas en estudio fueron grabadas el 8 de agosto de 2011 en el Henson Recording Studios en Los Ángeles,mientras que las escenas en vivo fueron grabadas el 13 de diciembre de 2011 en Salvador, Bahía, durante la grabación del álbum Negalora: Íntimo. Escenas adicionales fueron grabadas el 24 de marzo de 2012 en la Film Planet en São Paulo. El videoclip se divide en dos áreas donde muestra Leitte y Mendes grabando la canción en estudio y en vivo. Fue lanzado el 1 de junio de 2012 junto con la canción.

### Formatos y pistas
| Descarga digital |                                   |          |  |
| N.º              | Título                            | Duración |  |
| 1.               | «Magalenha» (part. Sérgio Mendes) | 3:21     |  |

| Descarga digital - en vivo |                                            |          |  |
| N.º                        | Título                                     | Duración |  |
| 1.                         | «Magalenha» (part. Sérgio Mendes, en vivo) | 3:47     |  |

### Historial de lanzamiento
| País   | Fecha              | Formato(s)                 | Discográfica |
| ------ | ------------------ | -------------------------- | ------------ |
| Brasil | 1 de junio de 2012 | Airplay, online, videoclip | Som Livre    |

## Versión de Carlinhos Brown
Carlinhos Brown reescribió «Magalenha» 20 años después del lanzamiento de la primera grabación de la canción con Sérgio Mendes. Fue lanzada como sencillo del álbum «Mixturada Brasileira» el 23 de julio de 2012. Esta misma versión ganó una repaginada en el arreglo.

### Presentaciones en vivo
Carlinhos Brown presentó «Magalenha» junto con Claudia Leitte, Daniel y Lulu Santos en la segunda temporada de The Voice Brasil el 17 de octubre de 2013. La versión presentada contiene un arreglo similar a la versión en solitario de Brown.

### Formatos y pistas
| Descarga digital |             |          |  |
| N.º              | Título      | Duración |  |
| 1.               | «Magalenha» | 3:25     |  |

### Historial de lanzamiento
| País     | Fecha               | Formato(s)       | Discográfica              |
| -------- | ------------------- | ---------------- | ------------------------- |
| Portugal | 23 de julio de 2012 | Descarga digital | Candyall Music Satélite K |

## Otras versiones
- La cantante brasileña Elba Ramalho grabó la canción en su álbum Devora-me, lanzado en 1993.[27]